# A Mariano Fortuny
A Mariano Fortuny es un monumento escultórico situado en la calle Pintor Fortuny con Xuclà, en el distrito de Ciutat Vella de Barcelona. Fue creado en 1922 por los hermanos Miguel y Luciano Oslé. El monumento está dedicado al pintor catalán Mariano Fortuny (Reus, 1838 – Roma, 1874), uno de los mejores pintores del siglo XIX en España. 

## Historia y descripción

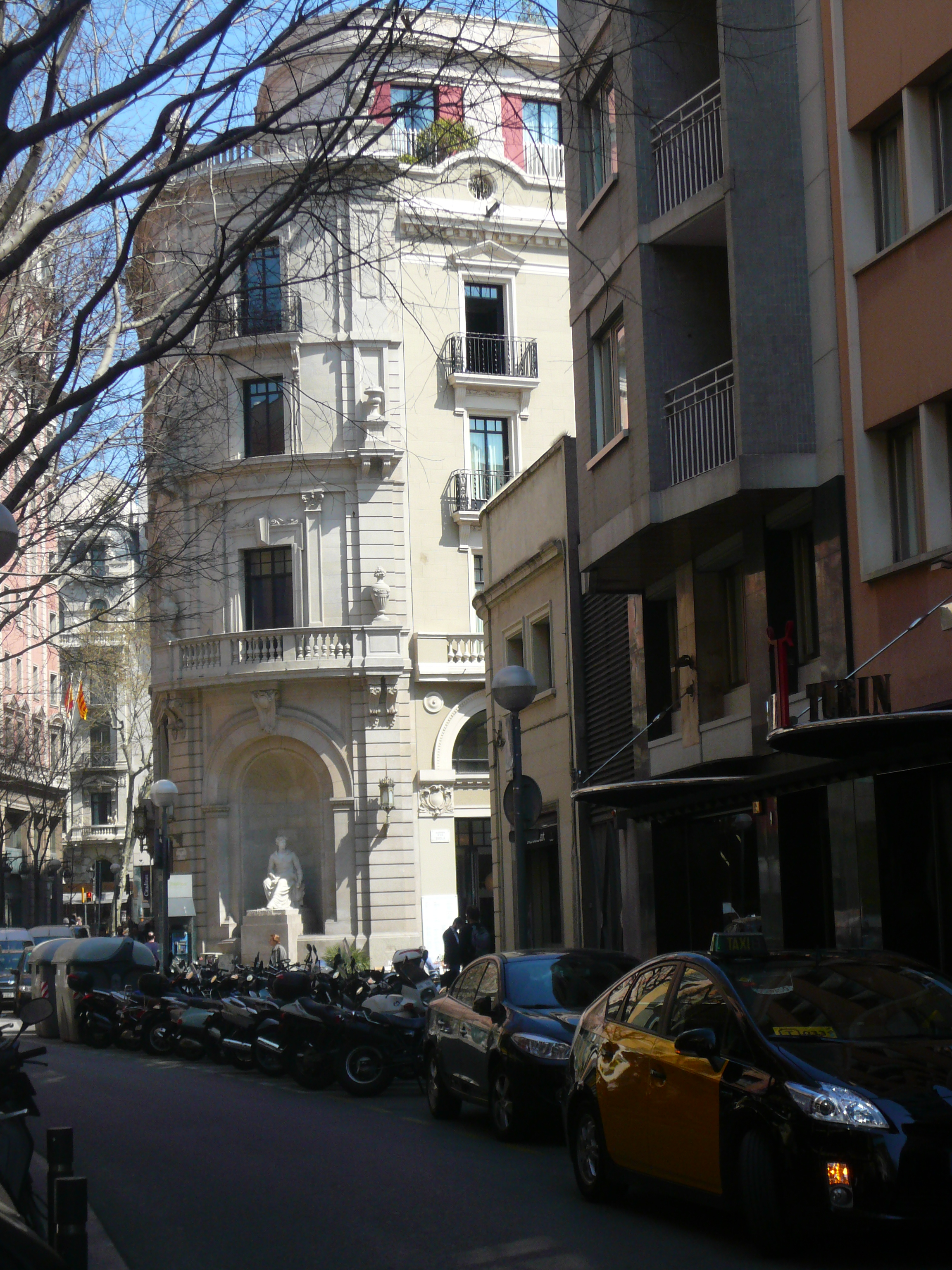
Vista lejana del edificio que aloja la estatua

La idea del monumento surgió en 1911, encabezada por el concejal Ignasi Iglésias. Al año siguiente se formó una comisión para arrancar el proyecto, pero por diversas razones no prosperó. En 1918 volvió a surgir la idea de parte del Círculo Artístico de San Lucas y del crítico de arte Joaquim Ciervo, y se inició una campaña con conferencias, exposiciones, artículos y recaudaciones de donativos para promover el proyecto. Se encargó la obra a los hermanos Oslé, y se pidió al Ayuntamiento un lugar donde colocarla, surgiendo como primeras ideas la Plaza Real o los jardincillos situados delante del Palacio de la Virreina. Los escultores comenzaron la obra, pero el hundimiento del Banco de Barcelona, donde estaban depositados los dineros, paralizó el proyecto. En 1932, sexagésimo aniversario de la muerte del pintor, se volvió a emprender la iniciativa, esta vez liderada por el Ayuntamiento. Se pensó en la calle del Pintor Fortuny, ya que llevaba su nombre, y aprovechando que el incendio de los almacenes El Siglo había permitido abrir esta calle hasta la Rambla. Sin embargo, como la calle era bastante estrecha se tuvo que abrir una hornacina para colocar la estatua, que había sido concebida como escultura exenta y perdió así su visión posterior, bastante lograda en los drapeados, a decir de los críticos. Pero de nuevo el azar atrasó la ejecución de la obra, ya que el estallido de la Guerra Civil Española en 1936 paralizó su colocación. En 1939, pasada la guerra, un artículo en La Vanguardia de Carles Fages de Climent recordó con atraso el centenario del nacimiento del pintor, subrayando el olvido de su monumento. El Ayuntamiento tomó de nuevo la iniciativa, y finalmente se instaló en la hornacina prevista y fue inaugurada el 20 de junio de 1942.
El retrato del pintor es de cuerpo entero, sentado y vestido con una túnica como un patricio romano, hecho que remarca el clasicismo de la representación. Hecha en una época de estallido de las vanguardias en Europa, esta figura parece más ochocentista que no de su tiempo, y denota el oficio academicista de sus autores. Así, la postura del personaje es plenamente clásica, ya que la pierna adelantada en contrapposto genera un ritmo de valores opuestos entre piernas y brazos. En cuanto al rostro, los autores se basaron en fotografías y en la máscara mortuoria del pintor, aunque la representación final tiene un aire idealizante que la aleja del realismo de la máscara. Igualmente idealizado es el cuerpo, esbelto y musculoso como el de un atleta clásico. El oficio de pintor del homenajeado solo es evidente en unos pinceles que lleva en la mano izquierda. Cabe destacar el trabajo hecho en los pliegues de la ropa, una labor de raíces puramente clásicas.